# Africaleurodes uvariae
Africaleurodes uvariae es un hemíptero de la familia Aleyrodidae, subfamilia Aleyrodinae. Fue descrita científicamente en 1968 por Cohic.